# Så var det ingen kvar
Så var det ingen kvar (originaltitel Ten Little Indians) är en brittisk kriminalfilm från 1989 i regi av Alan Birkinshaw. Det var den fjärde engelskspråkiga filmatiseringen av Agatha Christies roman Och så var de bara en från 1939 och den tredje versionen som producerades av Harry Alan Towers efter hans filmatiseringar från 1965 och 1974.
I förtexterna står det att filmen är baserad på Christies dramatisering från 1943 och nämner inte själva romanen, kanske för att filmens klimax är nästan ordagrant taget från scenmanuset. (De flesta andra filmatiseringar, även om de fortfarande använder en optimistisk final, har avsevärt tonat ner det actionfyllda klimax som Christie använde i pjäsen.) Denna version introducerade också en lesbisk relation. Herbert Lom, som spelar generalen här, har tidigare medverkat i 1974 års version som doktor Armstrong.
2013 släpptes versionen på VHS och laserdisc. En tysk DVD-utgåva (inklusive den engelska versionen) blev tillgänglig 2015. Den släpptes på Blu-ray av Kino Lorber den 30 juni 2020. Från och med 2021 är filmen nu tillgänglig på Amazon Prime.

## Handling
En grupp på tio olika personer, alla främlingar för varandra, har kallats av en mystisk värd vid namn Mr. Owen för att resa till Afrika och följa med honom på en safari som han är värd för. Philip Lombard guidar följet med hjälp av lokala infödingar genom djungeln. Saker och ting blir illavarslande: Först överger deras infödda guider dem, sedan skär de av brolinjen (deras enda väg in och ut ur lägret). Som ett resultat av detta finner sig de åtta gästerna, plus ett gift par vid namn Rodgers, isolerade i sitt jaktläger. Dessutom är deras värd Mr. Owen frånvarande. Efter middagen anklagar en omänsklig röst var och en av dem för ett mord som de har orsakat, för vilket de har undkommit rättvisan.
Marston dör först, kvävd till döds efter att ha druckit en förgiftad Dry martini. Hans död är en imitation av den första versen i den engelska barnvisan "Ten Little Indians". En av de tio indiandockorna som pryder matbordet hittas med huvudet avbrutet. På morgonen hittas Rodgers fru Ethel Mae död i sin säng (möjligen av en överdos), vilket uppfyller den andra raden i rimmet. Man misstänker att de har blivit ditlockade av en farlig galning. När fyra av männen ger sig av med gevär för att jaga Owen knuffas general Romensky utför en klippa och dör. Gästerna inser att "Mr. Owen" kan vara en av dem. Det uppdagas att radion har saboterats och all ammunition är lös ammunition.
Rodgers dör härnäst med en yxa begravd i huvudet. Marion Marshall dör av en injektionsspruta fylld med gift. Detta gör Dr. Werner misstänksam. Lombard lyckas reparera radion och får kontakt med omvärlden. Ett spaningsplan kommer att skickas nästa morgon. På natten erkänner de skräckslagna kvarvarande gästerna sin skuld. En storm kommer och Wargrave dör, skjuten i huvudet. Doktor Werner dör med halsen avskuren. Blore barrikaderar sig i sitt tält, bara för att hittas död morgonen därpå, knivhuggen i bröstet.
Vid det här laget är det bara Lombard och Vera kvar och Vera vänder sig mot Lombard med sin pistol. Han gör ett utfall mot henne och hon skjuter honom. Hon återvänder till det gemensamma tältet där Wargrave, vid liv väntar iförd sin domardräkt och peruk och med en snara förberedd för att hon ska kunna uppfylla den sista versen i rimmet. Han tvingar in Vera under pistolhot i snaran och förklarar hur Dr. Werner hjälpte honom att fejka sin egen död så att han skulle vara fri att spionera på resten av sällskapet: "red herring" från rimmet. Han dödade sedan Dr. Werner. Wargrave förklarar att efter att ha diagnostiserats med en dödlig sjukdom planerade han safarin – sin egen "privata, storviltsjakt". Han ville begå mord i stor skala och skipa rättvisa för dem "som hade undkommit sin bödel". Han drar ut stolen under Vera och ser med glädje hur hon kämpar för livet medan han dricker förgiftat vin för att ta livet av sig också. Han dör och Lombard dyker upp igen, levande endast snuddad av kulan Vera skjutit, och räddar henne. De ger sig av tillsammans när räddningsplanet anländer

## Rollista
- Donald Pleasence - Domare Lawrence Wargrave. Anklagad för att ha dömt en oskyldig man, Edward Seton, till döden genom hängning.
- Frank Stallone - Kapten Philip Lombard. Anklagad för att vara ansvarig för 21 mäns död, medlemmar av en ostindisk stam.
- Sarah Maur Thorp - Vera Claythorne Anklagad för att vara ansvarig för drunkningen av sin unge myndling Cyril Ogilvie Hamilton.
- Brenda Vaccaro - Marion Marshall. Anklagad för att vara ansvarig för en annan skådespelerska och älskarinnas död, Miss Beatrice Taylor.
- Herbert Lom - General Brancko Romensky. Anklagad för att avsiktligt ha skickat sin frus älskare Heinrich Domaratsky, en av hans yngre officerare, på ett självmordsuppdrag under första världskriget.
- Warren Berlinger - William Henry Blore. Anklagad för att ha avgett falskt vittnesmål som skickade en oskyldig man vid namn Stephen Joseph Landor till fängelse, där han så småningom dog.
- Yehuda Efroni - Dr. Hans Joachim Werner. Anklagad för att ha opererat en kvinna vid namn Ursula Margaret Lismann under påverkan av alkohol, vilket oavsiktligt ledde till hennes död.
- Paul L. Smith - Elmo Rodgers. Anklagad för mordet på sin förmögna, invalidiserade arbetsgivare miss Jennifer Brady.
- Moira Lister - Ethel Mae Rodgers Anklagad för att ha hjälpt sin man att mörda deras förmögna, invalidiserade arbetsgivare, Miss Jennifer Brady.
- Neil McCarthy (II) - Anthony James Marston. Anklagad för att alkoholpåverkad ha kört över ett ungt par vid namn John och Lucy Combes.

## Om filmen
- Det ursprungliga manuset var mycket mer troget den ursprungliga Agatha Christie-romanen med miljön på en ö och den ursprungliga dystra avslutningen av boken. Producenten Harry Alan Towers ändrade det dock i sista sekund när han insåg att det skulle vara billigare att filma i den afrikanska vildmarken och att romanens slut är mindre säljbart än Christies lyckligare upplösning från pjäsversionen av berättelsen.[2]

- Christopher Lee, Klaus Kinski, Ronald Lacey, Peter Cushing, Robert Vaughn och Oliver Reed erbjöds alla roller i denna adaption men tackade nej.

- Herbert Lom, som spelar generalen, var även med i filmatiseringen från 1974, den gången spelade han Dr. Armstrong. Han fick dessutom högre betalt i den här filmen för att ha spelat en mindre roll än i den tidigare.

- Under de senaste åren har det kommit fram att mycket av Christies handling verkar ha inspirerats av en föga känd pjäs från 1930 av Owen Davis med titeln The Ninth Guest, som använde samma ramverk av människor som förs samman av en okänd värd som fortsätter att döda dem en efter en. Columbia Pictures stämningsfulla filmversion av The Ninth Guest (1934) har aldrig släppts på hemvideo, men är nu allmän egendom och kan hittas på eBay och iOffer.[3]